# Calendario incaico

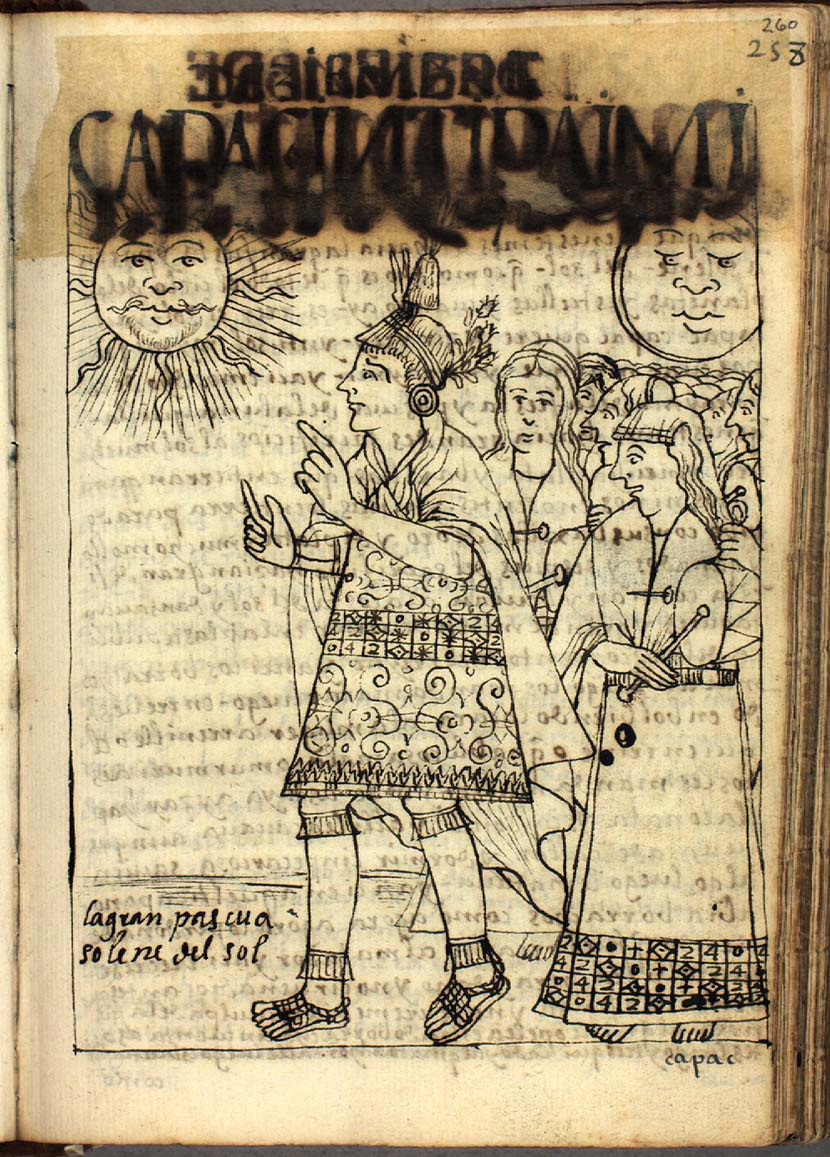
Cápac Raymi, inicio del año inca, según Guaman Poma.

El calendario inca es el sistema de medición del tiempo empleado por los incas, en el Cuzco. Estaba determinado a partir de la observación del Sol y la Luna.
En un principio el calendario inca comenzaba por consiguiente con el solsticio de invierno, reconocían este momento con un gnomon. Alrededor de la ciudad del Cuzco había doce pilares dispuestos de tal manera que en cada mes uno de ellos señalaba por donde salía el sol y por donde se ponía. Estos pilares se llamaban sukanqas; y con ellos se anunciaban las fiestas y los tiempos de sembrar y cosechar.
El inca Huiracocha decretó un año de 12 meses que comenzaba con la luna nueva de enero. Cada mes tenía su nombre propio. Después Pachacútec Inca Yupanqui (1438-1471) dispuso el comienzo del año en diciembre, cuando el Sol comienza a volver del último punto de Capricornio.
El año, de 360 días, estaba dividido en 12 lunas de 30 días cada una, con 3 semanas de 10 días. La organización mítico-religiosa determinaba la sucesión en el calendario a través de las 12 lunas. Correspondientes a festividades y actividades cotidianas.
Según Tom Zuidema (2015), el calendario incaico consistía en un mecanismo que entrelazaba el año solar de 365 días y el año lunar sideral de 328 días. Este último estaba representado en el sistema de ceques de Cusco donde existían 328 huacas distribuidas en 41 ceques que partían desde el Coricancha.

### Astronomía inca
Los incas poseían gran conocimiento del espacio sideral, producto de la detallada observación; conocieron la Vía Láctea, a la que denominaron Hatun Mayu, que traducido del quechua significa río celestial; del mismo modo, diferenciaron las constelaciones en sus dos tipos: la primera, constituida por las estrellas más resaltantes, y la segunda por las nubes cósmicas. Estas últimas en lengua quechua fue denominada "Yana Phuyu" o constelaciones de nubes de materia oscura. 
Constelaciones brillantes:
- Chakana – Cruz del Sur
- Qullqa – Pléyades

Constelaciones oscuras:
- Atuq – Zorro
- Amaru – Serpiente
- Kuntur – Cóndor
- Llut’u – Perdiz
- Mallki – El árbol de la Vida
- Yakana – Llama
- Uña Llama - Cría de la Llama
- Hamp’atu – Sapo

### Meses del calendario inca
1. Cápac Raymi Quilla, Luna de la Gran Fiesta del Sol, equivalente al mes de diciembre o descanso.
2. Zamay Quilla, Pequeña Luna Creciente, enero, mes del crecimiento del maíz.
3. Hatun Pucuy Quilla, Gran Luna Creciente, febrero, tiempo de vestir taparrabos.
4. Pacha Pucuy Quilla, Luna de la flor creciente, marzo, mes de maduración de la tierra.
5. Ayrihua Quilla, Luna de las espigas gemelas, abril, mes de cosecha y descanso (sosiego).
6. Aymoray Quilla, Luna de la cosecha, mayo, el maíz se seca para ser almacenado.
7. Haucai Cusqui Quilla, junio, cosecha de papa y descanso, roturación del suelo.
8. Chacra Conaqui Quilla, Luna de riego, julio, mes de redistribución de tierras.
9. Chacra Yapuy Quilla, Luna de siembra, agosto, mes de sembrar las tierras.
10. Coia Raymi Quilla, Luna de la fiesta de la Luna, septiembre, mes de plantar.
11. Uma Raymi Quilla, Luna de la fiesta de la provincia de Oma, octubre, tiempo de espantar a los pájaros de los campos recién cultivados.
12. Ayamarca Raymi Quilla, Luna de la fiesta de la provincia de Ayamarca, noviembre, tiempo de regar los campos.